# Rolf Harris

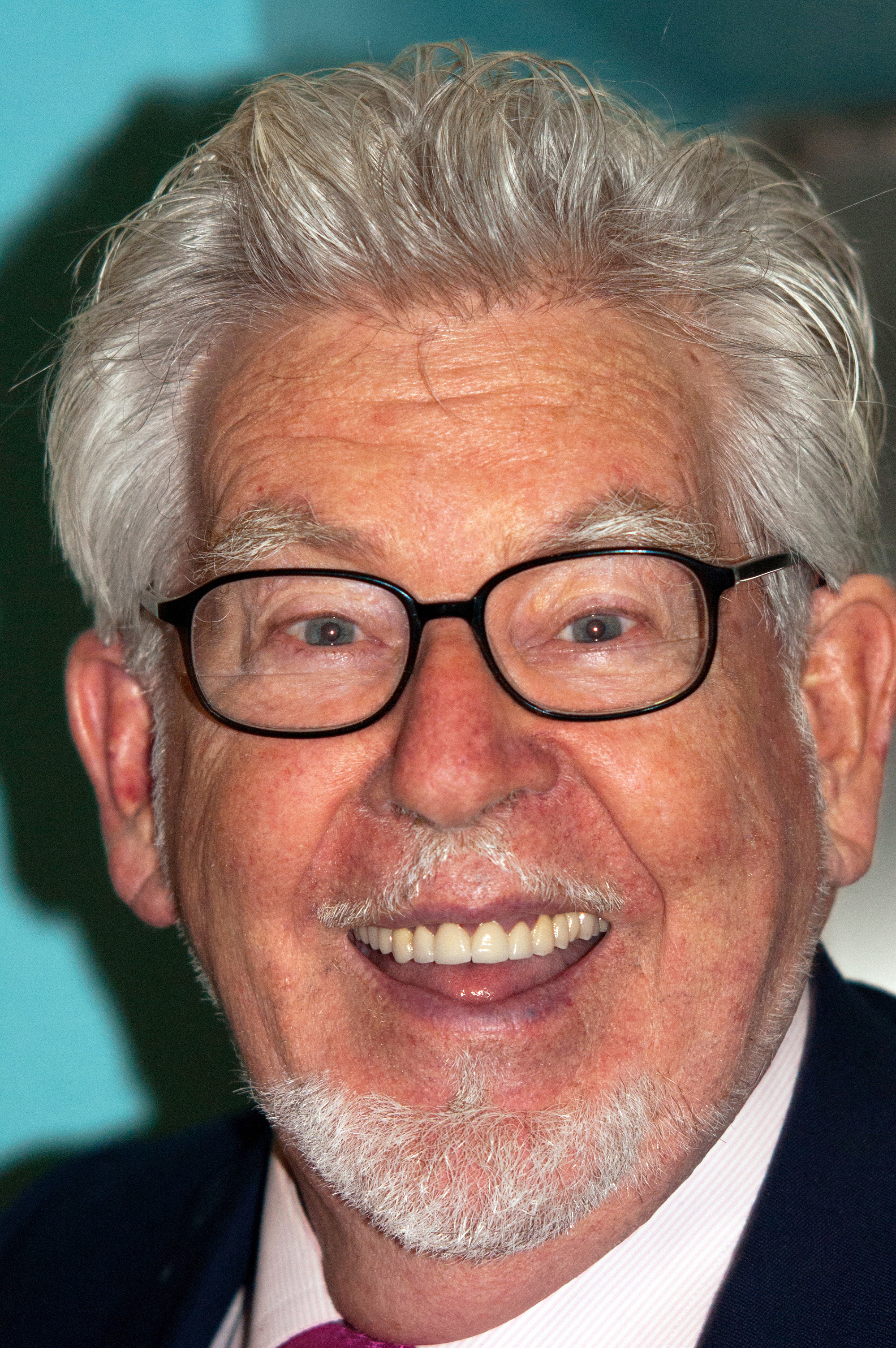
Rolf Harris (2010)

Rolf Harris (* 30. März 1930 in Perth, Australien; † 10. Mai 2023 in Bray, Grafschaft Berkshire, Großbritannien) war ein australischer Musiker, Maler und Fernsehunterhalter. Während des überwiegenden Teils seiner Karriere war er in Großbritannien tätig. 2014 wurde er dort wegen mehrfachen sexuellen Missbrauchs Minderjähriger zu einer mehrjährigen Haftstrafe verurteilt.

## Leben
Harris wurde als Sohn walisischer Einwanderer in Bassendean, einem Vorort der westaustralischen Stadt Perth, geboren. Als Jugendlicher war er ein erfolgreicher Schwimmer, wurde australischer Jugendmeister und mehrmals westaustralischer Meister. Trotzdem überwog bei ihm das Interesse für Kunst und Unterhaltung. Er gab ein Lehramtsstudium in Australien auf und absolvierte mit 22 Jahren ein Kunststudium an der City and Guilds Arts School in London. Ab 1953 trat er in London im Kinderfernsehen auf.
1958 erfand er per Zufall das Wobble Board, eine elastische Hartfaserplatte aus Masonit, die ursprünglich als Leinwand dienen sollte und sich beim Trocknen verzogen hatte. Das „Wobble Board“ wird mit beiden Händen leicht gekrümmt gehalten und durch rüttelnde Bewegungen dazu gebracht, dass es vor- und zurückspringt und dabei ein rhythmisches Geräusch erzeugt. Das Geräusch nutzte er zur Darstellung der hüpfenden Kängurus für das Lied Tie Me Kangaroo Down, Sport. Der Novelty-Song war ein großer Erfolg in Großbritannien und kam 1960 in die Top 10. 1963 wurde er in den USA veröffentlicht und erreichte dort Platz 3. Ende 1963 sang er das Lied für BBC Radio mit den Beatles als Backgroundsänger und mit auf die Beatles gemünzten Extra-Strophen.
Ungewöhnliche Instrumentierungen und Geräusche blieben ein Markenzeichen von Harris’ Musik. In dem Lied Sun Arise, das ursprünglich ein Lied der australischen Ureinwohner, der Aborigines, war, imitierte er das australische Didgeridoo durch vier Kontrabässe und später durch ein Stylophone. Auch dieses Lied wurde 1962 ein Hit in Großbritannien.

### Musik und Malerei im Fernsehen
Nachdem er von 1960 bis 1962 in Australien im Kinderfernsehen tätig gewesen war, verlegte Harris seinen Lebensmittelpunkt endgültig ins Vereinigte Königreich und arbeitete nicht nur dort in der Fernsehunterhaltung, sondern präsentierte auch in Kanada eine TV-Serie. Ab 1967 präsentierte er Die Rolf Harris Show, in der er Musik und Malerei verband. 1971 liefen davon auch einige Folgen in der Bundesrepublik. Co-Moderatorin war die schwedische Sängerin Bibi Johns. Ein besonderes Highlight der Sendung war, wenn er singend scheinbar zufällig Farben auf eine übergroße Leinwand kleckste und die Zuschauer über die Bedeutung rätselten. Erst am Ende wurde dann mit ein paar eingezeichneten Linien das Motiv erkennbar.
1969 hatte der Australier seinen größten musikalischen Hit mit der rührseligen Geschichte von zwei Männern, die sich in der Kindheit ihr Spielzeugpferd geteilt hatten, und als die beiden im Krieg als Soldaten kämpfen und einer der beiden verwundet wird, kommt der andere herbeigeritten und bringt ihn auf seinem Pferd in Sicherheit. Das Lied von den Two Little Boys passte ideal in die Weihnachtszeit und wurde ein Nummer-eins-Hit in Großbritannien.
Bei der Eröffnung der Commonwealth Games 1982 in Brisbane war er einer der Hauptkünstler und neben einer Version von Tie Me Kangaroo Down, Sport sang er auch die „heimliche Nationalhymne“ Australiens, Waltzing Matilda.
In den 1980er und frühen 1990er Jahren gab er in Rolf Harris’s Cartoon Time und Rolf’s Cartoon Club auch Anleitungen zum Malen und Zeichnen.
Einen weiteren, ungewöhnlichen Hitparaden-Erfolg hatte Harris 1993 mit einer Version des Led-Zeppelin-Klassikers Stairway to Heaven. In der Umsetzung mit „Wobble Board“ und Didgeridoos im Stile seines Kangaroo-Songs erreichte er ein weiteres Mal die UK-Top-10. Seitdem trat er auch mehrfach beim Glastonbury Festival auf, einem der größten und bekanntesten Rockfestivals in Europa.

### Die Erfolgssendungen der Neunziger
Ab 1994 präsentierte Harris zehn Jahre lang Animal Hospital mit Geschichten und Beiträgen aus Tierkliniken und Tierarztpraxen. Fünfmal wurde die Sendung mit dem nationalen Fernsehpreis ausgezeichnet. In Rolf on Art präsentierte er berühmte Maler und in einem Special der Serie wurden 150 Bilder, auf denen 150 Leute jeweils einen vergrößerten Ausschnitt des Bildes „Der Heuwagen“ des englischen Landschaftsmalers John Constable gemalt hatten, zu einer riesigen Nachbildung des Gemäldes zusammengesetzt.
2002 durfte Harris seine Bilder aus Rolf on Art in der englischen Nationalgalerie ausstellen.
Königin Elisabeth II. ließ Harris 2005 anlässlich ihres 80. Geburtstags ein Porträt von sich anfertigen. Die Entstehung des Bilds wurde ebenfalls als Serienspecial gezeigt.
Auf den Alben The Dreaming (1982) und Aerial (2005) von Kate Bush spielte er als Gastmusiker das Didgeridoo.

### Verurteilung wegen sexuellen Missbrauchs
Im März 2013 war Harris einer von zwölf Beschuldigten, die im Rahmen der „Operation Yewtree“ festgenommen wurden. Ihnen wurde bereits länger zurückliegender sexueller Missbrauch vorgeworfen, der allerdings nichts mit den Ermittlungen im Fall des ehemaligen BBC-Moderators Jimmy Savile zu tun haben sollte.
Er wurde zunächst nicht angeklagt, wies die Vorwürfe allerdings zurück, obwohl er öffentlich dazu keinen Kommentar abgab. Als er im Mai 2013 erstmals nach seiner Festnahme wieder auf der Bühne stand, bedankte er sich beim Publikum für die Unterstützung, die er erhalten hatte.
Im August 2013 wurde er erneut festgenommen und für neun Fälle sexuellen Missbrauchs von zwei 14 und 16 Jahre alten Mädchen aus den 1980er-Jahren angeklagt. Eine weitere Anklage lautete auf Herstellung unzüchtiger Kinderbilder in vier Fällen im Jahr 2012, diese Anklage wurde jedoch fallengelassen. Am 30. Juni 2014 wurde Harris durch eine Geschworenen-Jury des sexuellen Missbrauchs an damals vier minderjährigen Mädchen in zwölf Fällen schuldig gesprochen. Die Fälle hatten sich in den 1960er bzw. 1980er-Jahren ereignet. Eines der Opfer war zur Tatzeit erst sieben oder acht Jahre alt. Im Prozess sagten weitere Frauen als Zeugen der Anklage aus, die erklärten, von Harris in anderen Ländern – Australien, Neuseeland und Malta – missbraucht worden zu sein, in deren Fällen er aber nicht angeklagt war. Am 4. Juli 2014 wurde der 84-jährige Harris zu fünf Jahren und neun Monaten Haft verurteilt. Im Mai 2017 wurde Rolf Harris vorzeitig aus dem Gefängnis entlassen. Der Schuldspruch wurde später im Fall der zur Tatzeit Achtjährigen kassiert, in den übrigen Fällen jedoch bestätigt. Harris bekundete zu keiner Zeit Reue und bat seine Opfer nicht um Entschuldigung.
Rolf Harris starb am 10. Mai 2023 an seinem Wohnsitz in Bray (Berkshire) im Alter von 93 Jahren an einer langjährigen Genickkrebserkrankung und Altersschwäche.

## Auszeichnungen
Rolf Harris erhielt 1968 (MBE) die unterste Stufe des Order of the British Empire, 1977 (OBE) und 2006 wurden ihm höhere Ordenstufen verliehen, so dass er zuletzt Commander of the British Empire war. Aus diesem Orden wurde er wegen seiner Verurteilung im März 2015 wieder ausgeschlossen. Ebenso aberkannt wurde ihm die Aufnahme in die ARIA Hall of Fame aus dem Jahr 2008.

## Diskografie

### Alben
| Jahr | Titel                                   | Höchstplatzierung, Gesamtwochen, AuszeichnungChartplatzierungen (Jahr, Titel, Platzierungen, Wochen, Auszeichnungen, Anmerkungen) | Höchstplatzierung, Gesamtwochen, AuszeichnungChartplatzierungen (Jahr, Titel, Platzierungen, Wochen, Auszeichnungen, Anmerkungen) | Anmerkungen |
| Jahr | Titel                                   | UK | US | Anmerkungen |
| ---- | --------------------------------------- | --- | --- | ----------- |
| 1963 | Tie Me Kangaroo Down, Sport & Sun Arise | — | US29 (9 Wo.)US |             |
| 1997 | Can You Tell What It Is Yet?            | UK70 (2 Wo.)UK | — |             |

Weitere Alben
| - 1962: At the Arctic Club - 1964: Join Rolf Harris Singing the Court of King Caractacus and Other Fun Songs - 1965: All Together Now - 1966: The Man with a Microphone - 1966: Again! - 1966: At the Cave, Vancouver - 1968: It’s a Rolf Harris World! - 1969: Live at the Talk of the Town - 1970: Rolf Harris Sings Mary’s Boy Child - 1971: Instant Music – Rolf Harris and the Instant Music Kids - 1971: Jake the Peg in Vancouver Town | - 1973: The Rolf Harris Album - 1973: You Name It … - 1976: Mirrored Image - 1979: Rolf on Saturday O.K.? - 1979: The Boy from Bassendean - 1987: Cartoon Favourites - 1993: Rolf Rules O.K.! - 1999: Bootleg 1 - 2004: Rockin’ Rollin’ Ramblin’ - 2006: Songs for Kids |

### Kompilationen
| - 1967: The Best of Rolf Harris - 1970: Greatest Hits - 1984: All The Best Of … - 1994: Didgereely-Doo All That: The Best of Rolf Harris - 1994: The Definitive Rolf Harris - 1999: The Best of Rolf Harris - 2000: The Rolf Harris Collection | - 2001: She’ll Be Right - 2003: The Best of Rolf Harris - 2005: Original Gold - 2005: HMV Easy: The Rolf Harris Collection - 2006: A Portrait in Song - 2008: The Platinum Collection - 2008: At the Sydney Opera House: First Night 1973 |

### EPs
| - 1960: Favourites - 1965: All Together Now - 1966: Sings for Survival - 1966: Shamus O’Sean, the Leprechaun (mit Shamus O’Sean the Leprechaun) - 1966: The Kangaroo - 1966: Jake the Peg - 1966: Big Dog - 1967: BOAC Pacific Panorama (mit The Philip Green Orchestra and the George Mitchell Singers, Promo) - 1967: Rolf Harris Favourites | - 1967: Six White Boomers - 1968: Fijian Girl - 1969: Hurry Home - 1970: Stylophone – Glenn Miller Album - 1970: The Stylophone Accompaniment Record - 1970: Two Little Boys - 1970: Traditional Tunes, Christmas Carols - 1972: My Electric Finger - 1981: Rolf’s Christmas |

### Singles
| Jahr | Titel Album                                                      | Höchstplatzierung, Gesamtwochen, AuszeichnungChartplatzierungen (Jahr, Titel, Album, Platzierungen, Wochen, Auszeichnungen, Anmerkungen) | Höchstplatzierung, Gesamtwochen, AuszeichnungChartplatzierungen (Jahr, Titel, Album, Platzierungen, Wochen, Auszeichnungen, Anmerkungen) | Anmerkungen                                                                   |
| Jahr | Titel Album                                                      | UK | US | Anmerkungen                                                                   |
| ---- | ---------------------------------------------------------------- | --- | --- | ----------------------------------------------------------------------------- |
| 1960 | Tie Me Kangaroo Down, Sport At the Arctic Club                   | UK9 (13 Wo.)UK | US3 (11 Wo.)US | Charteintritt in den USA erst im Juni 1963 Autor: Rolf Harris                 |
| 1962 | Sun Arise Tie Me Kangaroo Down, Sport & Sun Arise                | UK3 (19 Wo.)UK | US61 (7 Wo.)US | Charteintritt in den USA erst im März 1963 Autoren: Harry Butler, Rolf Harris |
| 1963 | Johnny Day Tie Me Kangaroo Down, Sport & Sun Arise               | UK44 (2 Wo.)UK | — | Autoren: Harry Butler, Rolf Harris                                            |
| 1963 | Nick Teen and Al K. Hall Tie Me Kangaroo Down, Sport & Sun Arise | — | US95 (1 Wo.)US | Autor: Rolf Harris                                                            |
| 1969 | Bluer Than Blue The Best of Rolf Harris                          | UK30 (8 Wo.)UK | — | Autoren: Ken Howard & Alan Blaikley, Barry Mason                              |
| 1969 | Two Little Boys Jake the Peg in Vancouver Town                   | UK1 (25 Wo.)UK | — |                                                                               |
| 1993 | Stairway to Heaven Rolf Rules O.K.!                              | UK7 (6 Wo.)UK | — | Autoren: Jimmy Page, Robert Plant Original: Led Zeppelin, 1971                |
| 1995 | Ego Sum Pauper –                                                 | UK83 (3 Wo.)UK | — |                                                                               |
| 1996 | Bohemian Rhapsody –                                              | UK50 (2 Wo.)UK | — | Autor: Freddie Mercury Original: Queen, 1975                                  |
| 2000 | Fine Day –                                                       | UK24 (3 Wo.)UK | — | Autoren: Steve Lima, Rolf Harris                                              |

Weitere Singles 
| - 1960: Tame Eagle - 1961: Six White Boomers - 1961: In the Wet - 1962: My Winkles Have Been Pinched - 1963: I Know a Man - 1963: I’ve Lost My Mummy - 1963: Living It Up - 1964: The Court of King Caractacus - 1964: Ringo for President - 1964: Click Go the Shears - 1964: Wild Colonial Boy - 1965: Sydney Town - 1965: The Five Young Apprentices - 1965: Tie Me Hunting Dog Down, Jed - 1965: Iko Iko - 1965: War Canoe - 1966: Big Dog - 1966: Hev Yew Gotta Loight, Boy? - 1967: Fijian Girl - 1967: I’ve Never Seen Anything Like It - 1967: Pukka Chicken - 1968: Hurry Home - 1968: Have a Beer - 1970: Ned Kelly - 1970: 2 Buben klein (2 Little Boys) - 1970: Tennessee Birdwalk - 1970: Mary of the Quiet Eyes - 1970: Mary’s Boy Child - 1971: Salvation Army Citadel | - 1971: A Ram Sam Sam - 1971: Vancouver Town ’71 - 1972: Football Crazy - 1972: So Earlye in the Evenin’ - 1972: Tutankhamun - 1972: She’ll Be Right - 1972: Waltzing Matilda - 1972: Emu - 1972: Down Under in the Outback - 1972: We’re the Maoris (Hoea Ra) - 1972: She’ll Be Right - 1973: Introduces the Stylophone System - 1973: I’ve Lost My Mummy - 1973: Wobble Along with Rolf Harris - 1974: Papillon - 1974: Little Pal - 1975: Presbyterian Church - 1975: Happy Birthday, Father Christmas - 1976: Yarrabangee - 1978: Back to W.A. - 1979: What’s a Pommie - 1979: Stuck to the Ice - 1980: It’s Hard to Be Humble - 1981: Hey Jimmy Johnson - 1981: War Canoe - 1984: G’Day L.A. (Pavlova) - 1984: Kangaroos Are Dangaroos - 1985: Tommy (From 88 Pine) |